# Hibbard H. Shedd

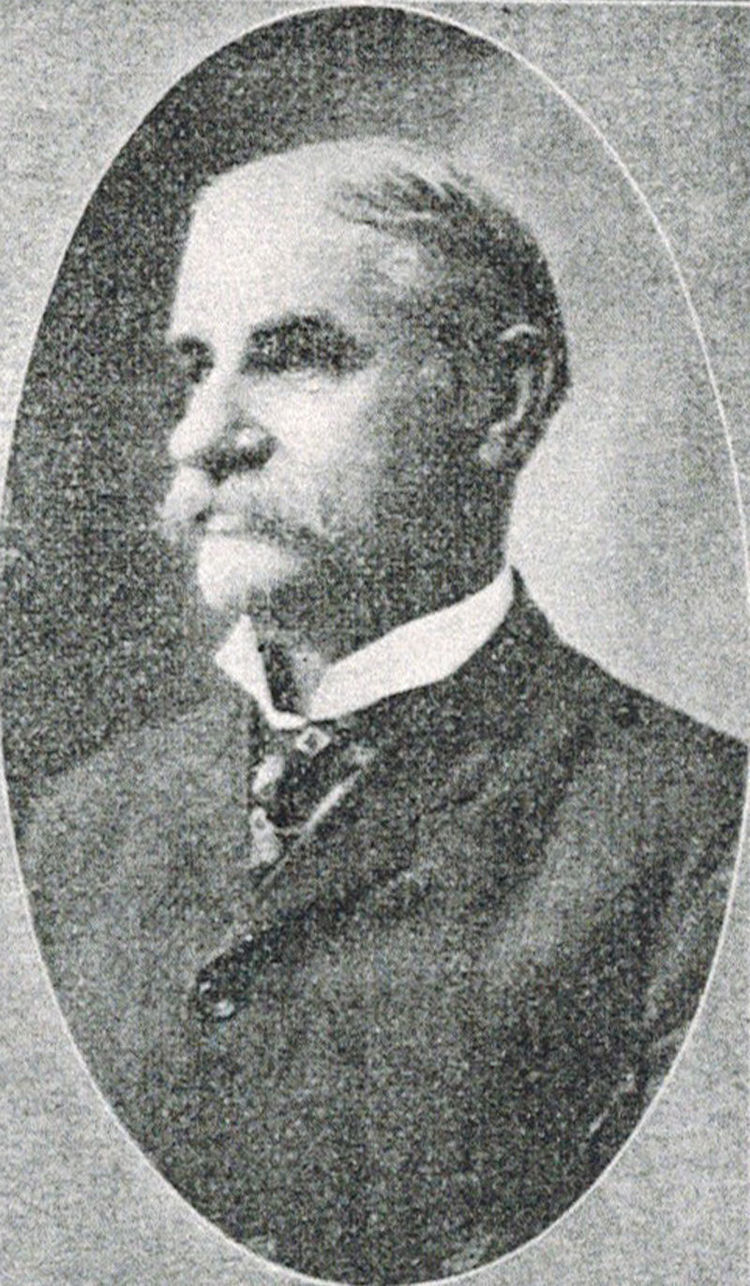

Hibbard Houston Shedd (* 27. Januar 1847 in Denmark, Lee County, Iowa; † 6. Oktober 1905 in Ashland, Nebraska) war ein US-amerikanischer Politiker. Zwischen 1885 und 1889 war er Vizegouverneur des Bundesstaates Nebraska.

## Werdegang
Hibbard Shedd war der Sohn eines Arztes. Über seine Jugend und Schulausbildung ist nichts überliefert. Seit 1864 nahm er trotz seiner Jugend als Soldat im Heer der Union am Bürgerkriegs teil. Seit 1871 lebte er in Ashland, wo er als Mitglied der Republikanischen Partei eine politische Laufbahn einschlug. 1875 nahm er als Delegierter an einem Verfassungskonvent seines neuen Heimatstaates teil. Dann wurde er Mitglied und 1881 amtierender Vorsitzender des damaligen Staatssenats in der Nebraska Legislature.
1884 wurde Shedd an der Seite von James W. Dawes zum Vizegouverneur von Nebraska gewählt. Dieses Amt bekleidete er nach einer Wiederwahl zwischen 1885 und 1889. Dabei war er Stellvertreter des Gouverneurs und formaler Vorsitzender des Staatssenats. Seit 1887 diente er unter dem neuen Gouverneur John M. Thayer. Nach seiner Zeit als Vizegouverneur ist Shedd politisch nicht mehr in Erscheinung getreten. Er starb am 6. Oktober 1905 in Ashland. Mit seiner Frau Katharine Lee Graves hatte er sechs Kinder, darunter den Sohn George (1877–1937), der sich einen Namen als Schriftsteller machte.